# Karl Rosenow
Karl Wilhelm Rosenow (ur. 17 stycznia 1873 w Szczecinku, zm. 21 marca 1958 w Laubach) – niemiecki nauczyciel i krajoznawca związany z Pomorzem Zachodnim okresu Cesarstwa Niemieckiego i Republiki Weimarskiej. Inicjator powstania, a później wieloletni dyrektor Muzeum w Darłowie.

## Życiorys

### Edukacja i kariera nauczyciela
Urodził się w rodzinie kupieckiej, pochodzącej z Turyngii, a zamieszkującej Pomorze od czasów średniowiecza. Po śmierci ojca był wychowywany przez dziadków, mieszkających wg różnych źródeł w majątku Ciołkowo lub Louisenhof (ob. Myślęcin). W latach 1890–93 uczył się w Królewskim Ewangelickim Seminarium Nauczycielskim w Dramburg (ob. Drawsko Pomorskie), a w latach 1893-95 w Królewskim Seminarium Nauczycielskim w Bütow (Bytów). 17 maja 1895 roku uzyskał dyplom nauczycielski zdając egzamin przed Komisją Powiatową w Bytowie, który zatwierdzono 25 lipca przez Urząd Szkolny w Köslin.
Karierę nauczyciela rozpoczął w 1895 roku w szkole ludowej we wsi Pöhlen. Na przełomie 1895 i 1896 roku został przeniesiony do Rügenwalde (Darłowo), gdzie uczył geografii w szkole ludowej (Stadtschule, Volksschule). Jako nauczyciel, przywiązywał szczególną wagę do nauczania krajoznawstwa, sposobach ochrony przyrody i historii. Później był wicedyrektorem szkoły. W 1933 roku przeszedł na emeryturę. Jednym z jego uczniów był późniejszy nauczyciel i malarz Richard Zenke. Mężczyzn połączyła przyjaźń trwająca do końca życia Rosenowa.
W 1897 roku założył Bibliotekę Ludową w Darłowie. Prowadził ją przez kolejne 20 lat, pozyskując dla niej ostatecznie ok. 1600 tomów.

### Publikacje krajoznawcze
W 1912 roku rada miasta Rügenwalde poprosiła go o stworzenie monografii miasta z okazji 600-lecia jego lokacji. Wydana praca pt. Rügenwalde: zur 600 jährigen Jubelseier der alten Hanfestadt am 21. Mai 1912 zainspirowała Rosenowa do kontynuowania pracy jako publicysta. Do końca lat 30. napisał łącznie ok. 20 książek i ok. 300 artykułów dot. historii Darłowa i okolic. Był związany z czasopismami Unser Pommerland, Ostpomersche Heimat, Unsere Heimat, Beilage der Zeitung für Ostpommern i Neue Hinterpommersche Zeitung (dodatek Aus der Heimat. Ernstes und heiteres aus Vergangenheit und Gegenwart). Publikował referaty dot. ważnych obiektów architektury Pomorza Zachodniego, takich jak kościoły i pałace oraz wiejskiego budownictwa tego regionu. Pisał prace z zakresu historii, etnografii, folkloru, toponomastyki, etymologii i przyrody regionu, z miastem Darłowem na czele. Opisał m.in. historię Zamku Książąt Pomorskich w Darłowie, zwierzyniec ks. Bogusława X, a także historię miasta w latach średniowiecznej epidemii czarnej śmierci i wojen napoleońskich, szkołę regionalną, dzieje tutejszego rzemiosła i straży pożarnej oraz biografie zasłużonych Darłowian żyjących w latach 1550–1850. Opisał dzieje okolicznych wsi, takich jak Borkowo, Cisowo, Domasławice, Drozdowo, Dzierżęcin, Malechowo, Porzecze, Rusko i Stary Jarosław. W ramach tych prac opisał m.in. tzw. Groby Hunów w Borkowie, dzieje klasztoru kartuzów na Świętej Górze pod Darłowem, opis zagrody chłopskiej w Korlinie z 1732 roku czy proces o czary Marii Schwarz z Malechowa. Interesował się praktykami magicznymi i folklorem mieszkańców Pomorza Zachodniego. Spisał wiele tutejszych podań, zwyczajów i wierzeń, opisał stroje ludowe ziemi sławieńskiej. Publikowane przez niego zbiory legend ilustrował zaprzyjaźniony z nim Richard Zenke. Nie pominął historii gospodarczej regionu, poświęcając wiele uwagi stanu życia chłopstwa. Rosenow podróżował także po innych regionach ówczesnych Niemczech, tj, po Meklemburgii, Brandenburgii i Prowincji Poznańskiej.

#### Twórczość
- Rügenwalde: zur 600 jährigen Jubelseier der alten Hanfestadt am 21. Mai 1912, 1912
- Marcus Terwedem : erzählung aus der Zeit des 30jährigeb Krieges, 1920
- Podania z powiatu sławieńskiego, 1921 (Sagen des Kreises Schlawe)
- Zanower Schwänke: ein fröhliches Buch: der deutschen Jugend gewidmet, 1924
- Unheimliche Mächte : zur feuchten Kugel : ernstes und heiteres aus Rügenwaldermünde, 1924
- Herzogschloss und fürstengruft: Rügenwalder bau- u. kunstdenkmäler, 1925
- Am Vietzker See : ein Landschaftsbild aus dem Rügenwalder Amt, 1929
- Das Stadtbild von Rügenwalde : eine Ergänzung zur Stadtgeschichte, 1930
- Die Feldmark von Rügenwalde : eine Ergänzung zur Stadtgeschichte, 1932
- Dörsenthin im Rügenwalder Amt: Geschichte des Dorfes und des Freischulzenhofes, 1932
- Die Quellen der Heimatkunde für den Kreis Schlawe, 1933
- Rützenhagen im Rügenwalder Amt: ein Beitrag zur Geschichte des deutschen Bauernstandes, 1934
- Podania i opowieści z powiatu sławieńskiego, Tom I: z okolic Darłowa, 1937 (Sagen und Erzählungen aus dem Kreis Schlawe. Teil 1: In und um Rügenwalde)
- Podania i opowieści z powiatu sławieńskiego, Tom II: z okolic Sławna, 1938 (Sagen und Erzählungen aus dem Kreis Schlawe. Teil 2: In und um Schlawe)
- Geschichte des Rügenwalder Handels, 1939
- Sianowskie krotochwile
- Legendy i opowieści ziemi darłowskiej[7][8][9]

### Dyrektor Muzeum w Darłowie

#### Tworzenie Muzeum, 1917-30

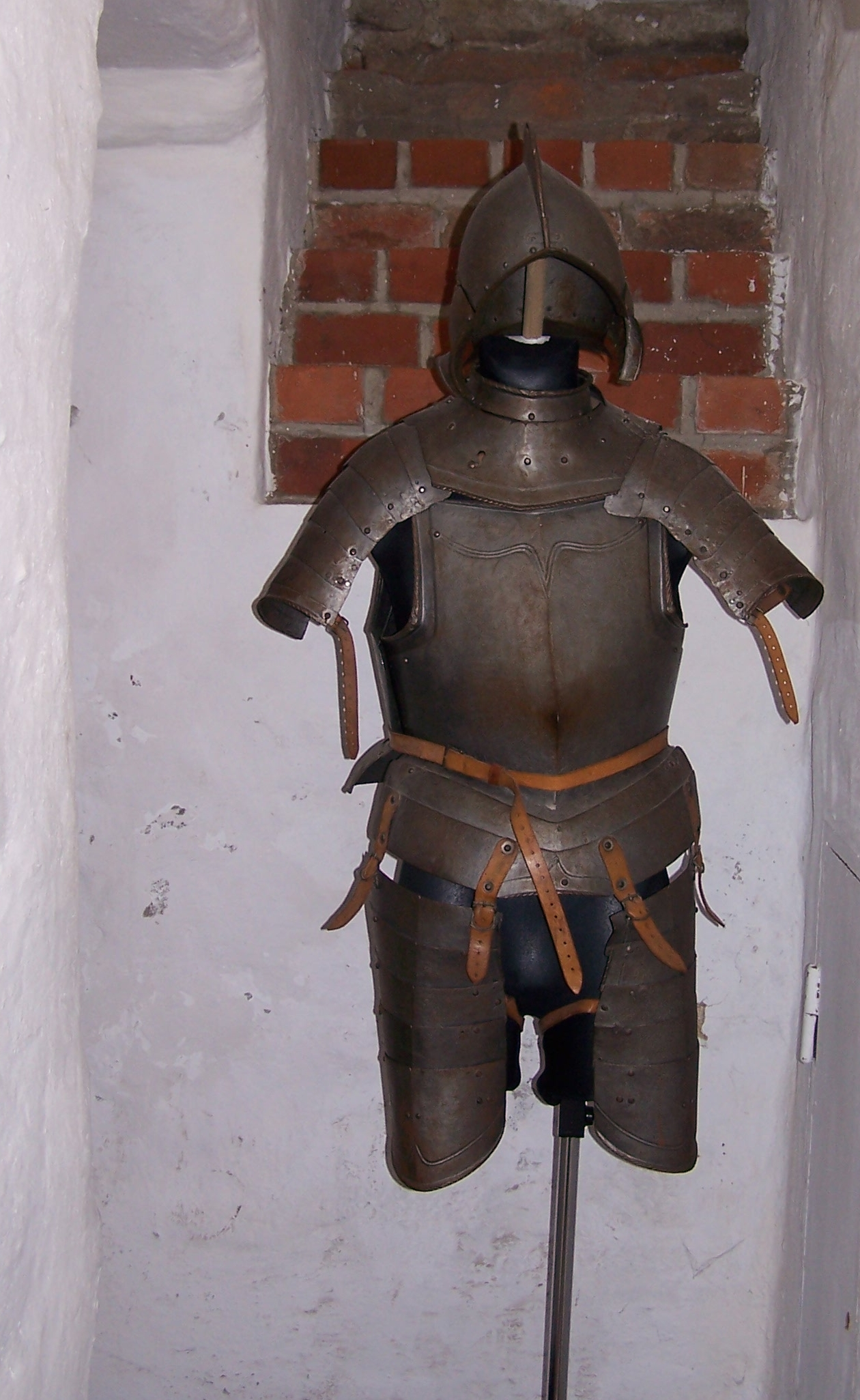
Militaria tworzące pierwszą wystawę Heimatmuseum

Przez lata prac badawczych kolekcjonował w swoim mieszkaniu zabytki lokalnej kultury, które stały się zalążkiem późniejszej kolekcji muzealnej. W 1917 roku otworzył prywatne muzeum w dwóch salach domu parafialnego parafii św. Matki Bożej Częstochowskiej przy ul. Bogusława X. W zamyśle Rosenowa muzeum od początku miało funkcjonować w Zamku Książąt Pomorskich, oddanym rok wcześniej przez władze państwowe miastu. Zamek wymagał jednak pilnego remontu, poza tym funkcjonowało w nim wówczas tymczasowe więzienie. Przez kilkanaście kolejnych lat eksponaty przechowywano w izbie szkoły podstawowej.
W 1921 roku Rosenow zaapelował do mieszkańców miasta o przekazywanie pamiątek na poczet muzeum. W ramach akcji pozyskano wiele pamiątek z czasów I wojny światowej i dawniejszych, kilka kolekcji prywatnych oraz zbiory geologiczne i motyli. Wśród pierwszych zbiorów znalazły się m.in. dwa brązowe kotły, srebrne monety, zegarek kieszonkowy w stylu empire, koronki ołtarzowe z 1686 roku, rzeźby kościelne i wyroby rzemieślnicze. Połączywszy zbiory Rosenowa i mieszkańców, 4 listopada 1923 zorganizowano pierwszą publiczną wystawę w siedzibie Stowarzyszenia Kobiet, co uznaje się za datę otwarcia Muzeum Regionalnego (Heimatmuseum) w Darłowie. Zbiory podzielono wówczas na cztery działy: archeologiczny, historyczny, geologiczny i przyrodniczy. Przy Muzeum Regionalnym założono bibliotekę, której zalążkiem było 80 tomów.

#### Powiatowe Muzeum Regionalne w Zamku Książąt Pomorskich, 1930-45

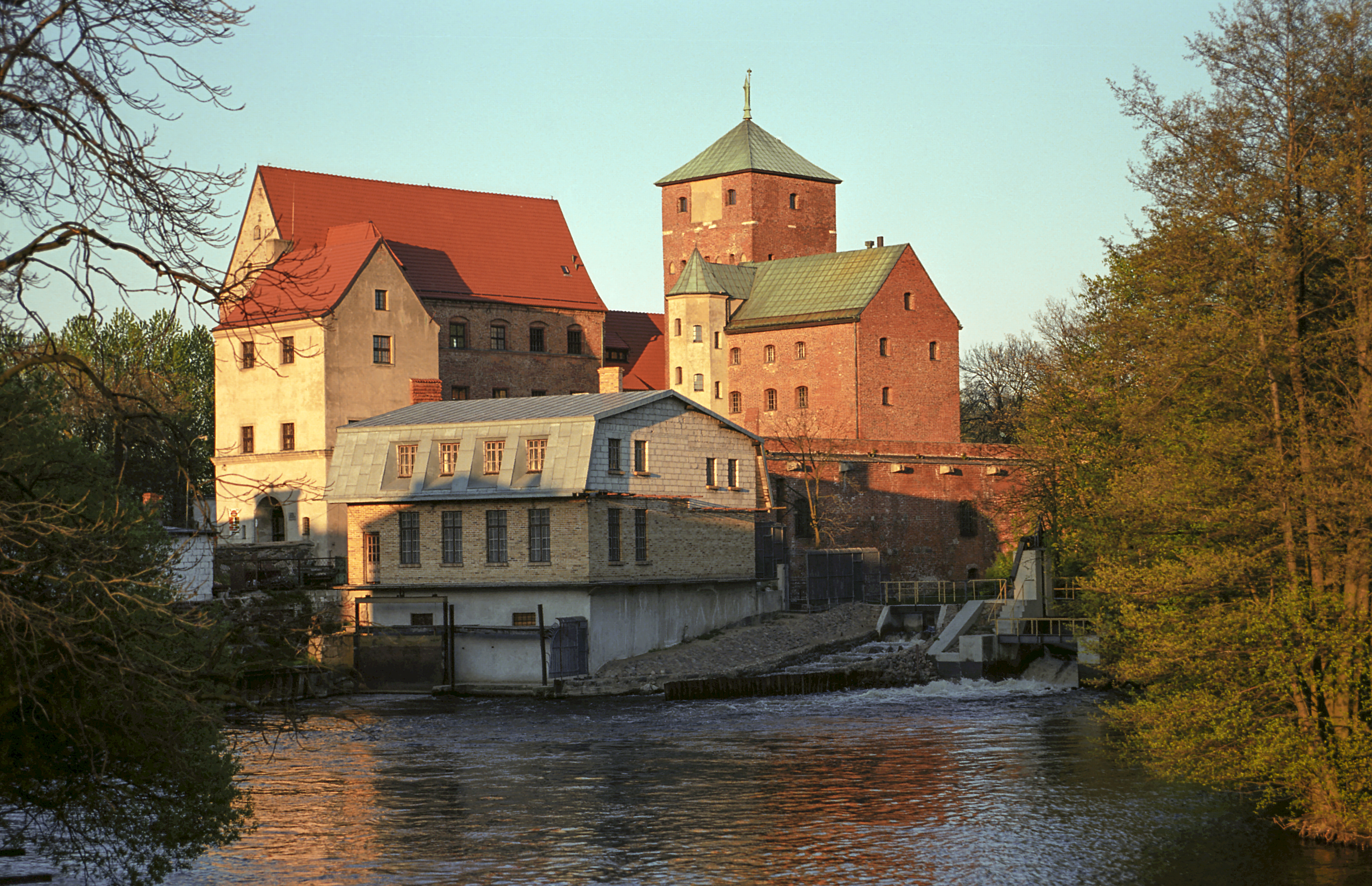
Zamek Książąt Pomorskich w Darłowie

W 1929 roku rozpoczęto remont Zamku Książąt Pomorskich, a w kolejnym roku właścicielem obiektu został powiat sławieński. Już w 1929 roku zaczęto przenosić eksponaty z muzeum Rosenowa do Zamku. 1 lipca 1930 starostwa powiatowy sławieński Friedrich von Ziztewitz otworzył wystawę, inaugurując działalność Muzeum w nowym miejscu. Wraz z postępującym przez kolejne dwa lata remontem konsekwentnie przenoszono tu i zbiory urządzano kolejne sale wystawowe. W 1933 roku instytucja otrzymała nazwę Powiatowego Muzeum Regionalnego z siedzibą w Darłowie.
W czasie II wojny światowej, w związku z wymaganym kultem jednostki Muzeum poświęciło więcej przestrzeni eksponatom związanym z III Rzeszą Niemiecką. W styczniu 1945 roku odmówił możliwości opuszczenia miasta wraz z innymi niemieckimi uchodźcami. Karl Rosenow był dyrektorem Muzeum do zajęcia miasta przez Armię Czerwoną w dniach 5-7 marca 1945 roku. Tuż przed zajęciem miasta spakował najcenniejsze zabytki z Zamku Książęcego i kościoła Mariackiego, by ukryć je w skarbcu bankowym w Sławnie. Wśród nich było 27 srebrnych płyt XVII-wiecznego ołtarza z kościoła Mariackiego, który oprócz tego tworzyły też hebanowa rama, dwa skrzydła i figury apostołów. Większość skrzyń ze skarbami zostało zniszczonych w wyniku działań wojennych i podpalenia dokonanego przez Rosjan. Przetrwało natomiast kilka skrzyń z ośmioma srebrnymi plakietami. Zbiory te, podobnie jak wszystkie skarby odnalezione przez Rosjan na Pomorzu wysłano do Zamku w Krągu, skąd później miały być wywiezione do ZSRR. W październiku 1946 roku stacjonujący tam żołnierze radzieccy wymienili ja za bimber pędzony przez Polaka nazwiskiem Nowak. Polak, w obawie przed represjami ze strony Urzędu Bezpieczeństwa, wyjechał do Tomaszowa Lubelskiego, gdzie planował zostawić plakiety jako dar wotywny w jednym z kościołów. Proboszcz powiadomił wówczas Urząd Bezpieczeństwa, przez co skarb zarekwirowano. W 1954 roku Centralny Zarząd Muzeów i Ochrony Zabytków przekazał je Muzeum Narodowemu w Warszawie. Te w 1967 roku oddało je w bezterminowy depozyt Muzeum Pomorza Środkowego w Słupsku, gdzie skompletowano je z ocalałą nastawą i skrzydłami ołtarza. W 2010 roku został wystawiony na wystawie czasowej z okazji 80-lecia powstania Muzeum na Zamku Książąt Pomorskich w Darłowie, jednak do dziś pozostaje własnością Muzeum w Słupsku.
Zamek Książąt Pomorskich nie uległ zniszczeniom w czasie wojny, jednak tuż po jej zakończeniu rosyjski muzealnik wywiózł część zbiorów, a niektóre sale zamkowe przeznaczono na magazyny zboża.

#### Muzeum w czasach w Rosenowa

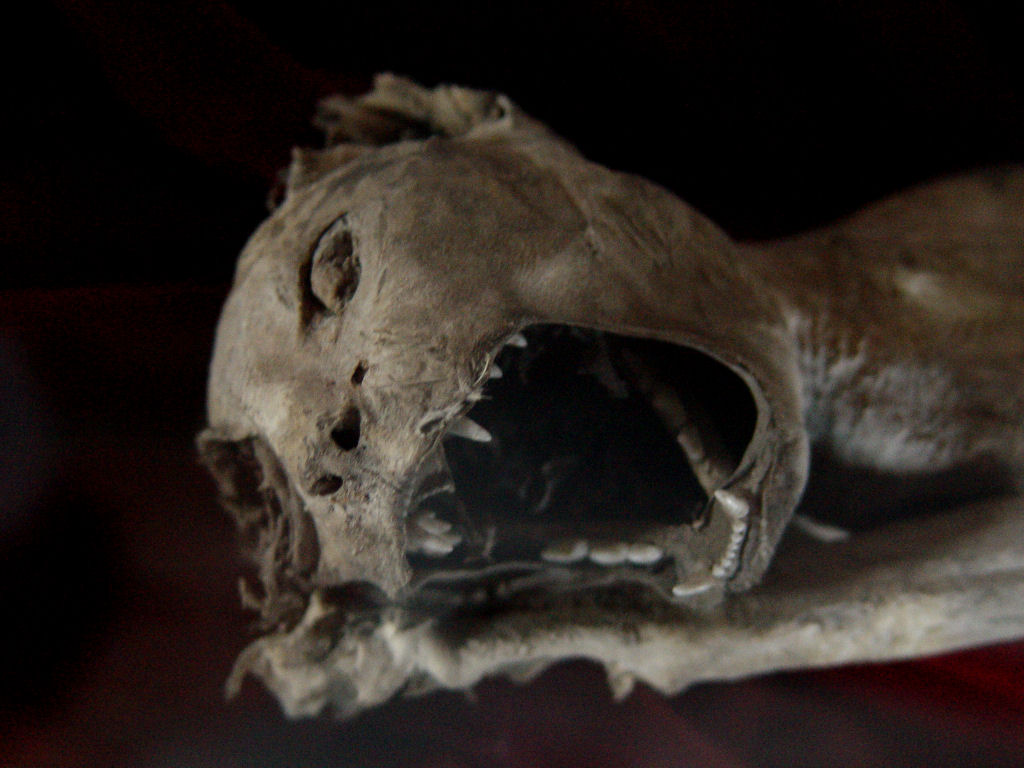
Mumia kota znaleziona w czasie remontu zamku

Rosenow był kierownikiem muzeum i współtwórcą wystaw przez kolejne 15 lat począwszy od przeniesienia eksponatów do Zamku Książęcego. Osobiście oprowadzał zwiedzających. Zachował podział zbiorów na cztery działy z Muzeum Regionalnego i kilka okresów historycznych. Zgodnie z ówczesnym trendem, misją Powiatowego Muzeum Regionalnego było przedstawienie całokształtu historii regionu, bez wyodrębnienia specjalizacji. W tym czasie Muzeum było w posiadaniu m.in. artefaktów z epoki kamienia (narzędzia, puchar), brązu (broń, narzędzia, ozdoby, pierścienie), przedrzymskiego (zespoły grobowe, skarby ozdób) i słowiańskiego (narzędzia żelazne, łódź dłubanka, skarb srebrnych siekańców). Dużo uwagi poświęcono historii Niemiec, Darłowa i ziemi sławieńskiej. W dziale historycznym wystawiono m.in. dokumenty, skrzynie, chorągwie, wilkomie, puchary i buławy cechowe z Darłowa, narzędzia rzemieślnicze i przykłady rzemiosła artystycznego (np. szafy gdańskie z XVIII wieku, pulpit z 1734 r. z Darłowa), obrazy olejne rodzin Melbuthin z Rzyszczewa i von Denzin z Postomina z połowy XIX wieku oraz militaria począwszy od wojen napoleońskich do I wojny światowej. Dział historyczny współtworzyły zabytki sztuki sakralnej, m.in. gotycka rzeźba Ukrzyżowanie ze Sławska, rzeźby świętych z Darłowa i okolica, witraże kościoła w Krupach z 1585 roku, barokowe rzeźba Wniebowzięcia z Garbna, chrzcielnica z kościoła Najświętszej Maryi Panny w Darłowie. Osobną salę poświęcono pamiątkami kultu religijnego i magicznego, gdzie wystawiono m.in. tablicę nagrobną z 1665 r. z Cisowa, dębowe ramy nagrobne z 1784 i 1816 r., misy chrzcielne, czarodziejskie amulety i książki czarów. W ramach tego działu wystawiono przechowywane tu do dziś dwugłowe cielę ze Sławna i mumię kota, znalezioną w fundamentach zamku w czasie remontu. Swoją salę miały także eksponaty związane z tradycjami morskimi Darłowa, takie jak modele okrętów, dzwony okrętowe, rufa angielskiego statku handlowego rozbitego pod miastem w 1810 roku i obrazy marynistyczne. Od swojego przyjaciela Otto Kuske nabył 35 obrazów. Dział etnograficzny reprezentowały m.in. urządzenie izby chłopskiej i cechowej z XVIII wieku, pokój biedermeierowski, alkowa z Domasławic z 1787 roku, drewniane drzwi z Darłowa z XVII wieku, piec z XVIII wieku, skrzynie posażne od XVII wieku, ławy, kołyski, stoły (XVII-XVIII w.), stroje ludowe codzienne i odświętne (w tym suknie i dodatki ślubne) oraz inne zabytki sztuki ludowej i kultury mieszczańskiej do XIX wieku włącznie. Dział przyrodniczy obejmował m.in. 150 wypchanych ptaków, 3000 motyli, 1000 chrząszczy, 1000 mszaków i ponad 200 skamielin z ziemi sławieńskiej. Współpracownikami Rosenowa byli Karl Marquardt, Diether von Kleist i nauczyciel Kohlhoff.

### Uhonorowanie
Za swoją działalność publicystyczną i muzealną, 17 stycznia 1933 roku rada miejska Rügenwalde nadała mu tytuł Kreisheimatpfleger (opiekun kultury lokalnej). W styczniu 1943 roku został członkiem Akademii Krajoznawczej przy Uniwersytecie im. Ernsta Moritza Arndta w Greifswaldzie. Był członkiem Instytutu Badań Historycznych i Krajoznawczych w Szczecinie.

### Po wojnie
Armia radziecka, zająwszy miasta, dokonała aresztowań ludności niemieckiej. Od 28 marca do 18 czerwca 1945 roku Rosenow był internowany w obozach przejściowych w Sulechówku i Sulechowie. Został zwolniony staraniem tymczasowego burmistrza Darłowa Gustava Leopolda. Po powrocie do miasta, Rosenow przygotował szkołę miejską do rozpoczęcia nowego roku szkolnego. Jego praca polegała m.in. na przeniesieniu i uporządkowaniu szkolnych mebli, wyniesionych wcześniej na dziedziniec. Wówczas nie wiedział jeszcze, że szkoła będzie otwarta dla dzieci polskich, nie niemieckich.
Po wojnie Rosenow, na prośbę pierwszego polskiego burmistrza Darłowa Stanisława Dulewicza, z pomocą swojej rodziny i bliskiego współpracownika, woźnego Adolfa Moczalla z żoną, zabezpieczyli, uporządkowali i zinwentaryzowali zbiory Muzeum, które przetrwały wojnę, a także przygotowali nową ekspozycję, otwartą 1 lipca 1945 roku. We wrześniu nowym dyrektorem Muzeum została Amelia Łączyńska, która wraz z córką Jadwigą przeprowadziła repolonizację zbiorów. W tych warunkach Rosenow starał się zachować możliwie najwięcej z dawnego niemieckiego charakteru ekspozycji. Przez kolejne dwa lata wspierał nowe kierownictwo. Przekazał także na jego rzecz swoją prywatną bibliotekę. W 1946 r. Tarnowski przekazał większość jego księgozbioru Ministerstwu Oświaty.
19 lutego 1946 Karl Rosenow wraz z małżonkami Moczallów zostali aresztowani przez Urząd Bezpieczeństwa na okres sześciu tygodni. Pretekstem do aresztowania były informacje, jakie zawarł w swoich międzywojennych publikacjach. W publikacji pt. Legendy ziemi sławieńskiej z 1921 r. i przewodniku po Muzeum w Darłowie z 1933 r. opisał istniejące pod Zamkiem lochy wraz z rzekomym przejściem podziemnym, które miało istnieć w czasach Eryka Pomorskiego. Aresztowanie było sprowokowane przez Polaka nazwiskiem Piotrowski, który chciał przywłaszczyć sobie bogatą kolekcję znaczków pocztowych Rosenowa, a nie osiągnął tego wcześniejszą próbą szantażu. W więzieniu Rosenow został poddany torturom, takim jak bicie i poniżanie. W tym czasie komuniści przeszukali i okradli jego mieszkanie.
Po wyjściu z więzienia powrócił do pracy przy inwentaryzacji zasobów muzeum. Jego pensja była na tyle niska, że musiał wyprzedać resztę zgromadzonego przez siebie majątku, włącznie z obrączkami ślubnymi swoją i żony. W tym czasie, 24 maja 1946 roku dyrektorem został Aleksander Tarnowski. Rosenow i Tarnowski nie darzyli się sympatią. Niemiec miał za złe Polakowi jego socjalistyczne poglądy i nazywał go ofiarą rosyjskich barbarzyńców. Z kolei nowy dyrektor opisał Rosenowa jako niemieckiego nacjonalistę. Mimo to Panowie przez kilka miesięcy ze sobą współpracowali. 30 lipca na mocy dekretu władz państwowych, zabraniającym zatrudniać Niemców w polskich instytucjach, Rosenow i państwo Moczall zostali zwolnieni.
7 października 1946 roku zaczął spisywać pamiętnik, w którym sięgał wspomnieniami do końca XIX wieku. Prowadził go do momentu wysiedlenia. Później odnalazł go w jednej ze skrzyń na Zamku w Darłowie dyrektor Aleksander Tarnowski. 6 lipca 1947 komunistyczne władze deportowały Rosenowa do Niemiec. 13 lipca wraz z żoną dotarł do obozu przejściowego w mieście Forst. Dwa tygodnie później zostali osiedleni w gminie Friedland w brytyjskiej strefie okupacyjnej. Tu utrzymywał kontakty z ludźmi pozostałymi w Darłowie poprzez członkostwo w Pommersche Landsmannschaft (Stowarzyszenie Pomorskie). Później przeprowadził się do ówczesnej wsi Ostheim, obecnej dzielnicy miasta Butzbach. Począwszy od 1948 roku, Rosenow wznowił swoje badania naukowe. Publikował w pismach Pommern-Brief, Ut Schloug i Pommersche Zeitung. W 1955 r. został członkiem Towarzystwa Pomorskiej Historii, Starożytności i Sztuki (Gesellschaft für pommersche Geschichte, Altertumskunde und Kunst).
Zmarł 21 marca 1958 roku w Laubach. Pochowano go na cmentarzu w Ostheim.
Był żonaty z Elmą Emilie Elise Beilfuss (1879-1960). Syn pary, Karl Heinz Rosenow (1920-2005) w latach 1966–1992 w Rottenburgu wydawał czasopismo pt. Aus der Heimat Rügenwalde o ziemi darłowskiej.